# Wikisursă
Wikisursa este un depozit de texte originale scrise în orice limbă și aflate fie în domeniul public, fie sub o licență liberă compatibilă cu licența GFDL. Acest sit este un proiect multilingv și face parte din Fundația Wikimedia alături de alte proiecte precum Wikipedia, ce își propune să realizeze o enciclopedie cu un conținut liber.